# Kerčík
Kerčík je přírodní rezervace v katastrálním území obce Šávoľ v okrese Lučenec v Banskobystrickém kraji na Slovensku. Území bylo vyhlášeno v roce 1983 a jeho rozloha je 1,21 hektaru. Předmětem ochrany je lokalita s výskytem koniklece lučního načernalého (Pulsatilla pratensis subsp. Nigricans) v stepních teplomilných rostlinných společenstvech Cerové vrchoviny.